# Stazione di Troia-Castelluccio Sauri
La stazione di Troia-Castelluccio Sauri (in origine denominata stazione di Giardinetto) è stata una stazione ferroviaria posta lungo la linea ferroviaria Napoli-Foggia; chiusa il 23 marzo 2007, era al servizio dei comuni di Troia e Castelluccio dei Sauri.
La stazione era ubicata presso Borgo Giardinetto nella bassa valle del Cervaro a un'altitudine di 202 m s.l.m., distante circa 400 m dal km 51 della strada statale 90 delle Puglie.

## Storia
La stazione venne inaugurata nel 27 gennaio 1867 insieme alla tratta Bovino-Foggia. Continuò il suo esercizio fino alla chiusura avvenuta nel 2007 a seguito della poca affluenza dei passeggeri. Venne demolita nel 2016 a seguito dei lavori di raddoppio tra Foggia e Bovino.

## Strutture e impianti
La stazione era dotata da un fabbricato viaggiatori, un magazzino merci e da quattro binari. Nessuna traccia rimane dell'infrastruttura; il fabbricato viaggiatori fu demolito nel 2016 a seguito dei lavori di raddoppio tra Foggia e Bovino, i quattro binari vennero smantellati mentre il magazzino merci era stato demolito dopo il 2006.